# Trevor Fiore
Trevor Fiore (* 4. April 1937 als Trevor Frost in Großbritannien) ist ein ehemaliger Automobildesigner britischer Herkunft. Fiore war in den 1960er- und 1970er-Jahren vor allem in Italien tätig; ab 1980 war er kurzzeitig Designchef bei Citroën.

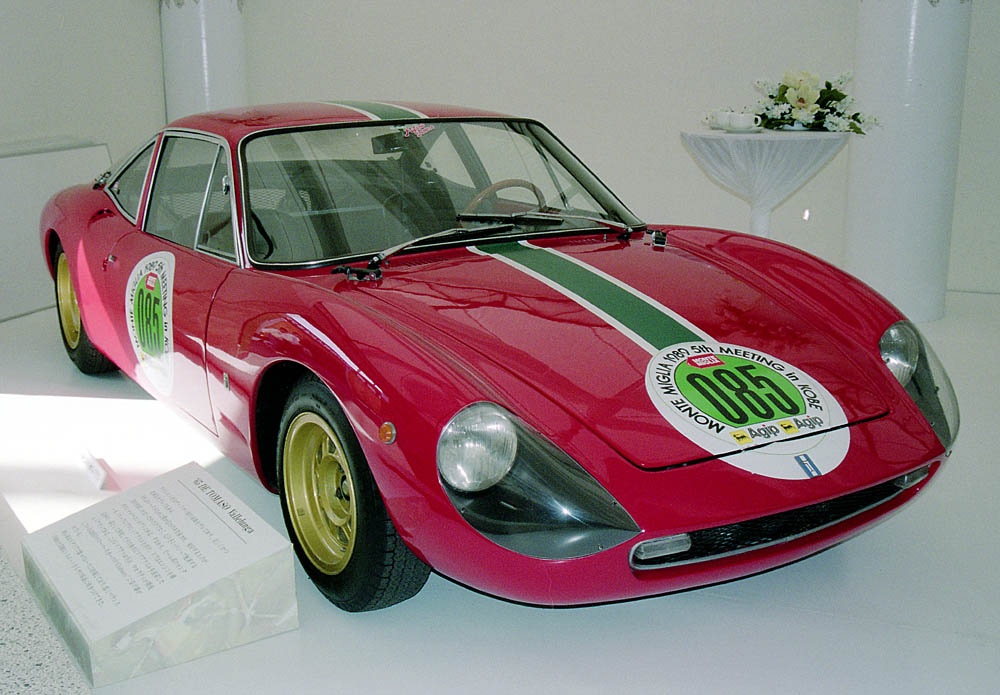
De Tomaso Vallelunga

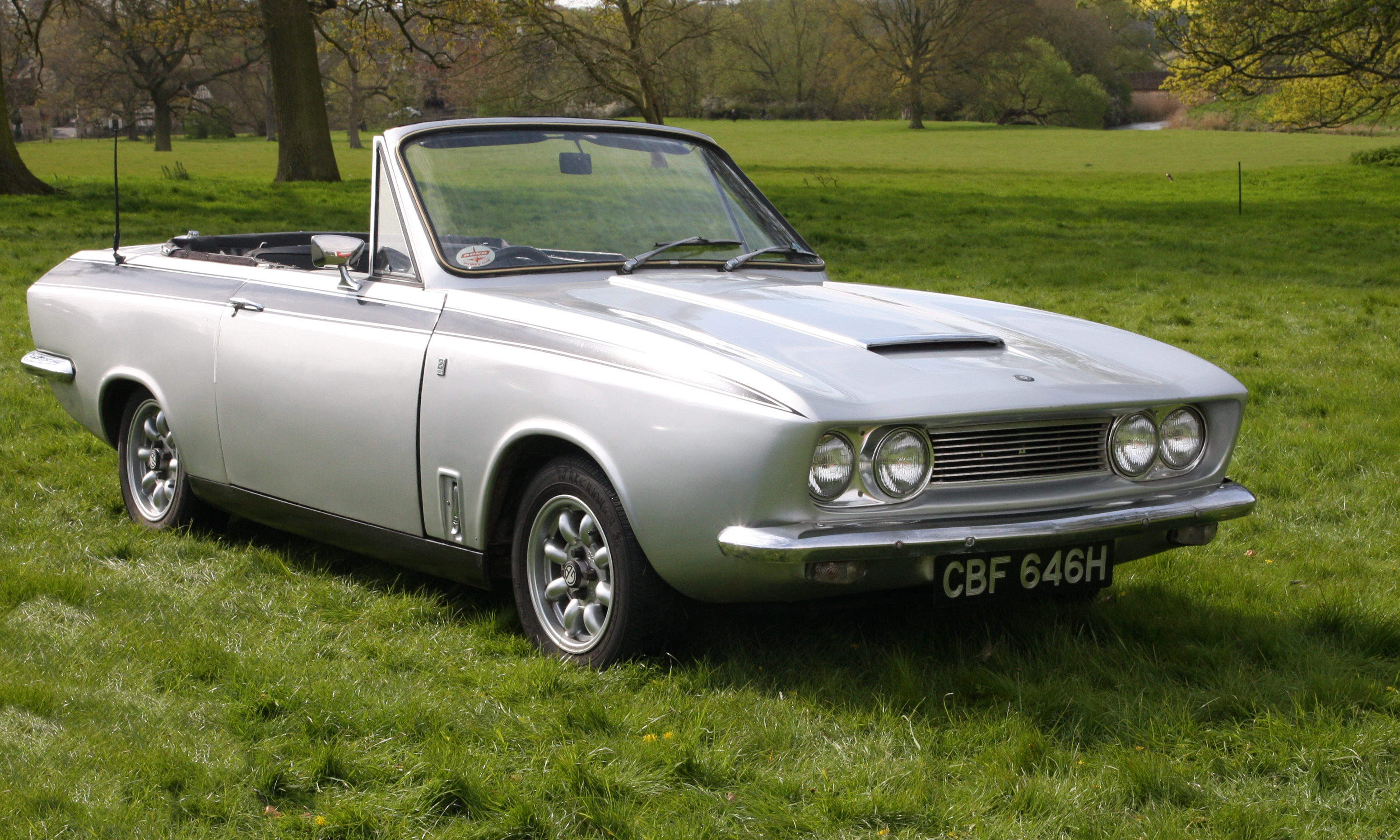
Bond Equipe

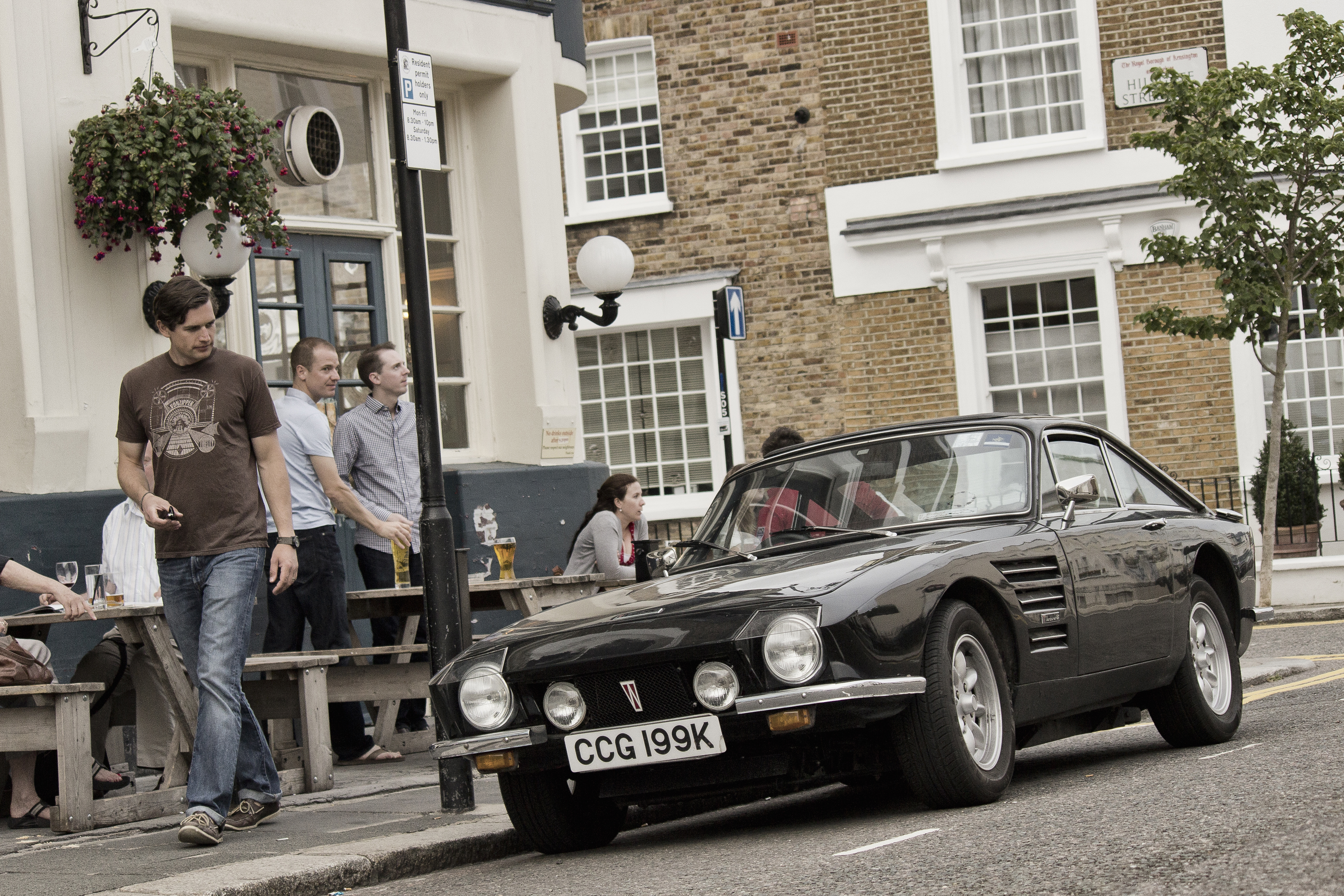
Trident Venturer

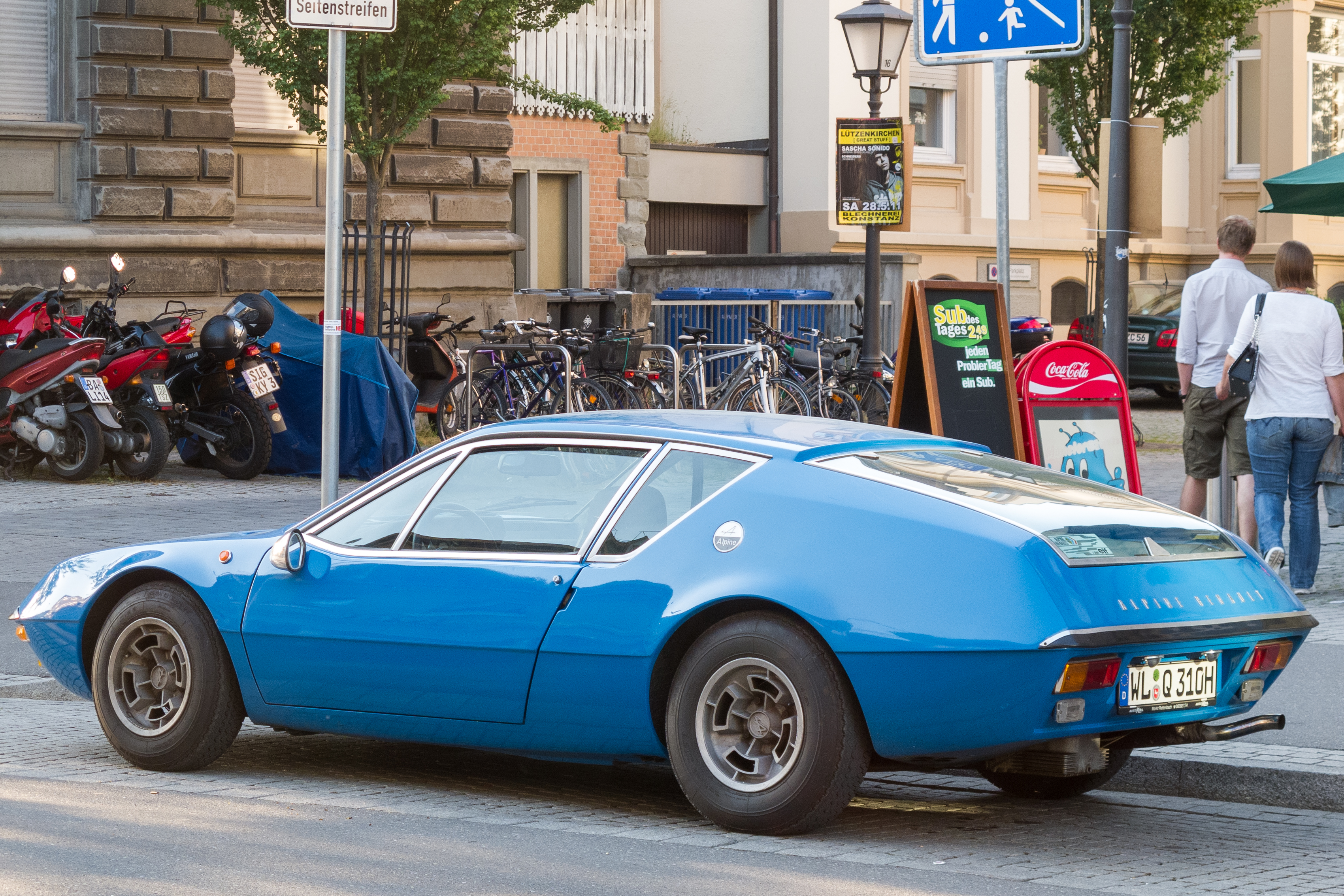
Alpine A310

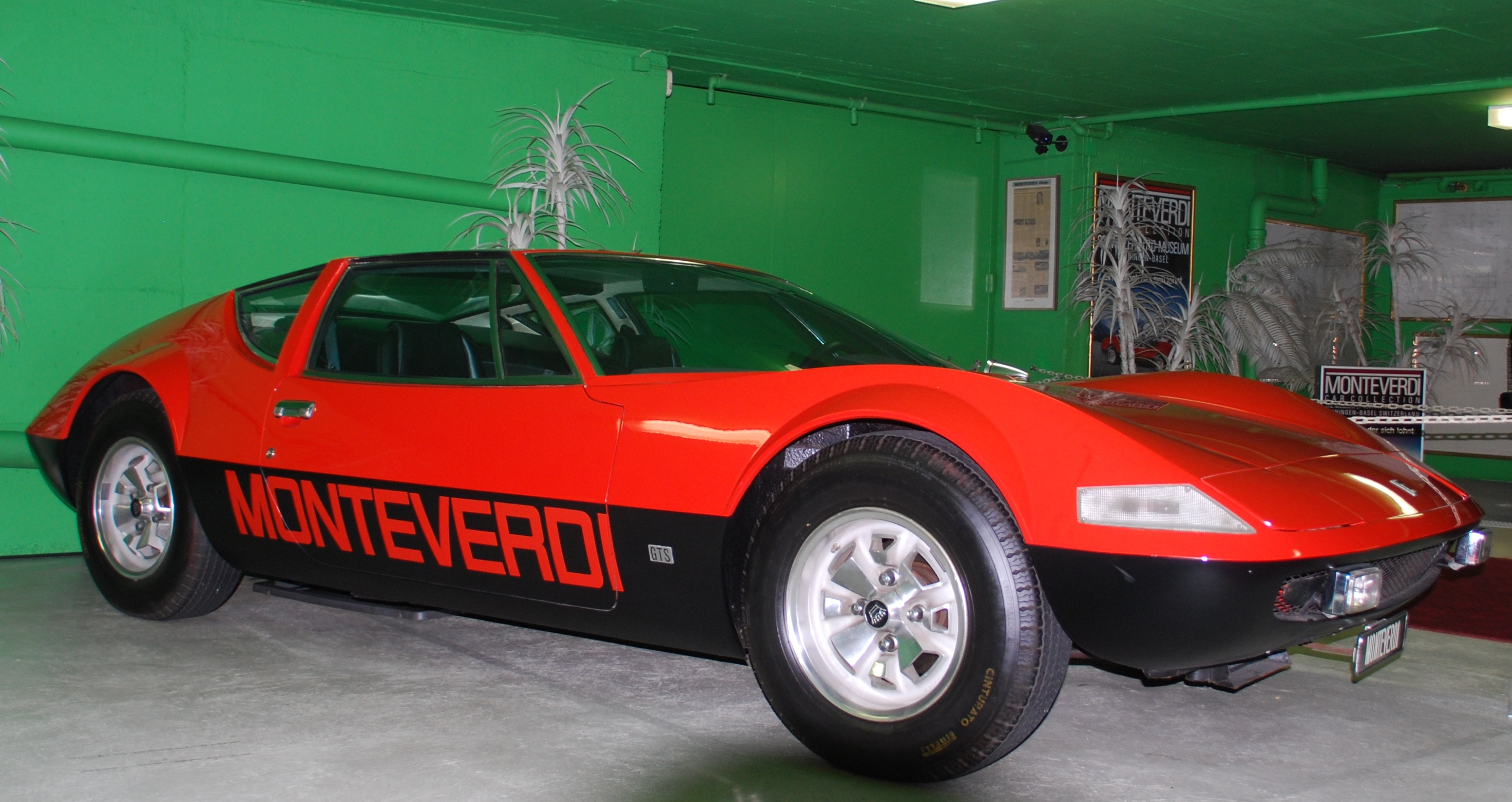
Vielleicht von Fiore: Monteverdi 450 Hai

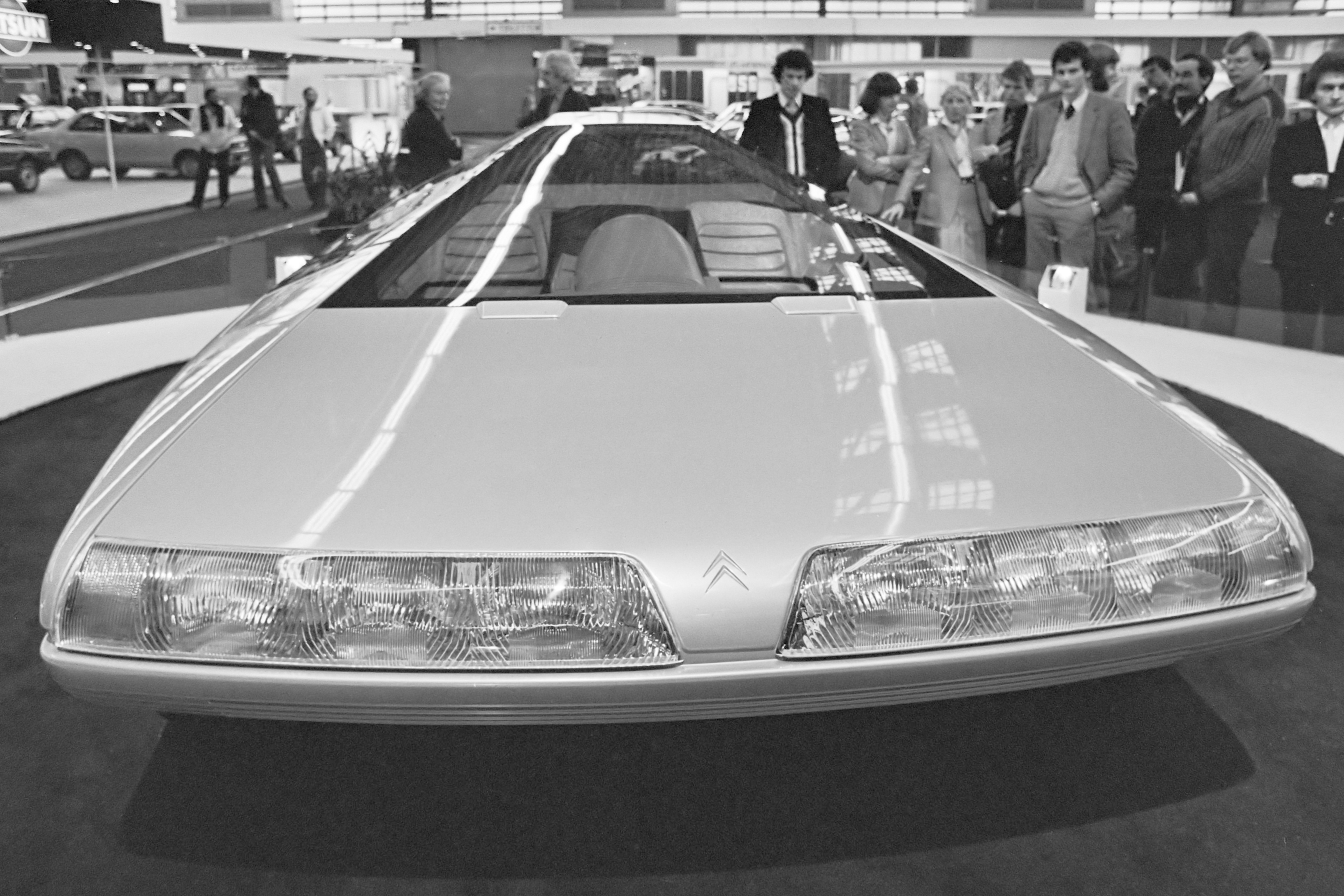
Citroën Karin

## Biografie
Fiore wurde 1937 als Trevor Frost in Großbritannien geboren. Seine Mutter war italienischer Abstammung; ihre Eltern kamen aus Mailand. 1952 begann er eine Mechanikerlehre bei Standard Triumph. Parallel dazu belegte er Kunstkurse in Birmingham, woraufhin er 1956 eine Anstellung in Standards Designstudio erhielt.
1962 verließ er Standard und schloss sich kurzzeitig der Compagnie d’Esthétique Industrielle (CEI) in Paris an, einem Atelier des französischen Automobildesigners Raymond Loewy. 1964 wechselte er nach Italien zum kleinen Turiner Karosseriehersteller Fissore, dessen Designchef er wurde. Seit dieser Zeit nutzte er den Geburtsnamen seiner Mutter. Für Fissore entwarf er Studien und Serienmodelle vor allem für kleinere Automobilhersteller wie Alpine, Bond, De Tomaso, Elva, Trident und TVR. Fiore behauptete, dass auch die Karosserie des Schweizer Sportwagens Monteverdi Hai 450 auf seiner Arbeit beruht, während dessen Hersteller Peter Monteverdi die Urheberschaft für sich beanspruchte. Einige Berichte bestätigen die These Fiores. Danach habe Monteverdi, der zu dieser Zeit Karosserien seiner Gran-Turismo-Modelle High Speed 375 bei Fissore fertigen ließ, bei einem Werksbesuch Fiores Entwürfe für den Alpine A310 gesehen und dessen Linien für seinen Hai übernommen. Andere Quellen gehen noch weiter. Sie behaupten, dass das Design aller bei Fissore gefertigten Monteverdi-Modelle nicht von Peter Monteverdi selbst, sondern von Trevor Fiore stammten.
Nachdem der Einfluss Monteverdis auf Fissore in den frühen 1970er-Jahren gestiegen war, trennte sich Fiore von Fissore. Als selbständiger Designer entwickelte er Studien für AC, Aston Martin, DAF, Gilbern und Volvo. Fiore gestaltete in der Entwicklungsphase des späteren Volvo 343 eine Alternative zum Karosserieentwurf des DAF-Werks, die sich aber nicht durchsetzen konnte. Die Prototypen zu seinen Entwürfen baute vielfach der Karosseriehersteller Coggiola in Beinasco auf.
Im Januar 1980 wurde Fiore zunächst Berater des französischen Herstellers Citroën, das nach dem Ausscheiden seines Chefdesigners Robert Opron im Herbst 1975 vier Jahre lang kein eigenes Leitungspersonal im Designbereich gehabt hatte. Ein halbes Jahr später übernahm Fiore die Funktion des Designchefs bei Citroën und baute das hauseigene Atelier aus. Fiore präsentierte in kurzer Zeit mehrere Designstudien, darunter den Citroën Karin und das Projekt Xenia. 1983 entstand unter Fiores Leitung ein Citroën-Designstudio in Sophia Antipolis.
Nach kurzer Zeit trennte sich Fiore von Citroën. 1991 stand er kurzzeitig in Verbindung zu Romano Artiolis neu gegründetem Unternehmen Bugatti Automobili, konnte das Design der Modelle aber nicht beeinflussen.
Seitdem hat sich Fiore vollständig aus dem Automobilbereich zurückgezogen.

## Entwürfe Fiores
- Alpine A310
- Bond Equipe 2 Litres
- Citroën Karin
- Citroën Xenia
- Coggiola Sylvia
- De Tomaso Vallelunga
- Elva GT160
- Trident Clipper
- TVR Tina (Prototyp)